# Xestospongia friabilis
Xestospongia friabilis är en svampdjursart som först beskrevs av Topsent 1892.  Xestospongia friabilis ingår i släktet Xestospongia och familjen Petrosiidae. Inga underarter finns listade i Catalogue of Life.